# Bad Face
Bad Face je česká metalová kapela z Uherského Brodu založená v únoru 2004. Hraje mix groove metalu, thrash metalu a death metalu.

## Historie
Bad Face v únoru 2004 založili bratři Lebánkové - Radek (alias RAD, bývalý kytarista skupin Stagnant, Hypnos a Shaark) a Libor (alias Skull, bývalý bubeník skupin Krabathor, Martyr a Master). K nim se pridal zpěvák Pawel a baskytarista Espin.
Na podzim 2004 natočili ve studiu Shaark EP Good Time To Wake Up. Krátce nato přišel druhý kytarista Dan a místo Espina nastoupil basák Ritchie.
V listopadu 2005 vzniklo v Hodoníně dvouskladbové promo CD Speak With Us! a ke skladbě Speak With Me kapela natočila videoklip. Počátkem roku 2007 odešel kytarista Dan a Bad Face vystupovali ve čtyřech až do konce léta téhož roku, kdy se novým členem skupiny stal kytarista Zuhan.
V prvním pololetí 2007 kapela v Hodoníně nahrála oficiální debutové album Emotions Burn, které vyšlo v létě téhož roku. Na podporu desky vznikl videoklip ke skladbě Chromosomes. Na albu se měla objevit i coververze skladby Human Target od americké deathmetalové skupiny Six Feet Under. Kvůli komplikacím s autorskými právy ji však Bad Face na desku nakonec nezařadili.
Na začátku roku 2008 kapelu opustil Skull a Bad Face se ocitli bez bubeníka. Počátkem léta téhož roku se Skull do sestavy vrátil.
Koncem léta 2008 opouští kapelu baskytarista Ritchie. Z Pawla se stává zpívající basák a kapela se ve čtyřech věnuje přípravě nového materiálu.

## Sestava

### Současné složení
- Pavel Veselý (alias Pawel) - zpěv, baskytara
- Radim Suchánek (alias Zuhan) - kytara
- Ladislav Jandrt (alias Vercajk) - bicí

### Bývalí členové
- Daniel Gregorovič - kytara (2004 - 2007)
- Espin - baskytara (2004)
- Ritchie - baskytara (2004 - 2009)
- Skull - bicí (2004 - 2010)
- Radek Lebánek - kytara (2004-2014)

## Diskografie
EP
- Good Time to Wake Up (CD, 2004)
- Overload (CD, 2012)
- Nothing but Metal (CD, 2016)

Studiová alba
- Emotions Burn (CD, 2007)

Kompilace
- Opening Years 2006/2004 (2006)

Promo nahrávky
- Speak With Us! (promo CD, 2005)

## Videoklipy
- Speak With Me
- Chromosomes